# Europese kampioenschappen kunstschaatsen 2007

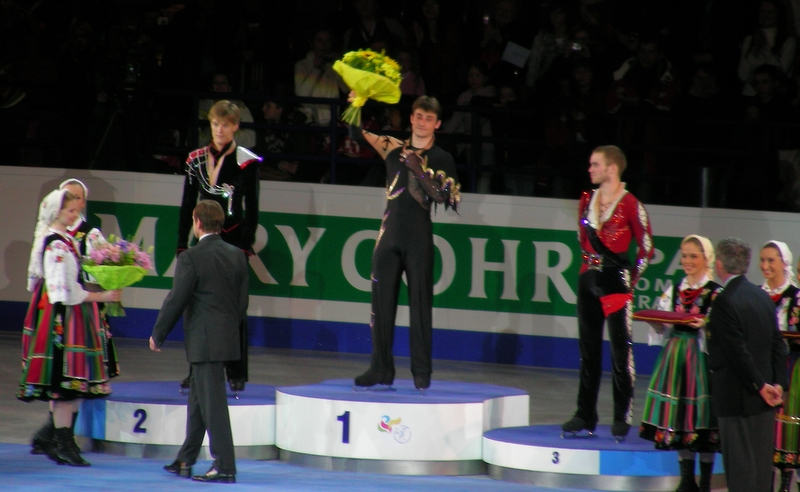
Huldiging heren tijdens de Europese kampioenschappen kunstschaatsen 2007

De Europese kampioenschappen kunstschaatsen zijn wedstrijden die samen een jaarlijks terugkerend evenement vormen, georganiseerd door de Internationale Schaatsunie (ISU).
De kampioenschappen van 2007 vonden plaats van 23 januari tot en met 28 januari in Warschau. Het was de tweede keer dat een EK evenement in Warschau plaatsvond. Eerder vond het EK van 1908 (alleen voor mannen) in Warschau plaats, toen nog behorend tot het Keizerrijk Rusland. Het was ook de tweede keer dat een EK evenement in Polen werden gehouden, het EK van 1939 voor paren werd in Zakopane gehouden.
Voor de mannen was het de 99e editie, voor de vrouwen en paren was het de 71e editie en voor de ijsdansers de 54e editie.
Dit evenement is een van de vier kampioenschappen die de ISU jaarlijks organiseert. De andere kampioenschappen zijn de WK Kunstschaatsen, de WK Kunstschaatsen junioren en het Vier Continenten Kampioenschap (voor Afrika, Azië, Amerika en Oceanië).
| Programma | Programma          | Programma           | Programma            | Programma          | Programma           | Programma         | Programma |
| --------- | ------------------ | ------------------- | -------------------- | ------------------ | ------------------- | ----------------- | --------- |
|           | dinsdag 23 januari | woensdag 24 januari | donderdag 25 januari | vrijdag 26 januari | zaterdag 27 januari | zondag 28 januari |           |
| Paren     | korte kür          | lange kür           |                      |                    |                     | Gala              |           |
| Mannen    |                    | korte kür           | lange kür            |                    |                     | Gala              |           |
| IJsdansen | verplichte kür     |                     | originele kür        | lange kür          |                     | Gala              |           |
| Vrouwen   |                    |                     |                      | korte kür          | lange kür           | Gala              |           |

## Deelnemende landen
Alle Europese ISU-leden hadden het recht om één startplaats per discipline in te vullen. Extra startplaatsen (met een maximum van drie per discipline) zijn verdiend op basis van de eindklasseringen op het EK van 2006
Vijfendertig landen, een evenaring van de record deelname uit 2000, schreven deelnemers in voor dit toernooi, zij zouden samen 112 startplaatsen invullen. Rusland nam met het maximale aantal van twaalf startplaatsen deel aan dit toernooi.
Voor België nam Kevin Van der Perren voor de achtste keer deel in het mannentoernooi, een tweede startplaats, door Van der Perren met zijn zevende plaats in 2006 verdiend, werd niet ingevuld. Isabelle Pieman nam voor de tweede keer deel in het vrouwentoernooi. Voor Nederland nam Karen Venhuizen voor de zevende keer deel in het vrouwentoernooi.
(Tussen haakjes het totaal aantal startplaatsen over de vier disciplines.)
| Rusland (12) Duitsland (8) Frankrijk (8) Italië (6) Verenigd Koninkrijk (5) Oekraïne (5) Polen (5) | Azerbeidzjan (4) Finland (4) Hongarije (4) Tsjechië (4) Zwitserland (4) Bulgarije (3) Estland (3) | Israël (3) Oostenrijk (3) Roemenië (3) Wit-Rusland (3) België (2) Griekenland (2) Kroatië (2) | Litouwen (2) Turkije (2) Zweden (2) Andorra (1) Armenië (1) Georgië (1) Letland (1) | Monaco (1) Nederland (1) Noorwegen (1) Servië (1) Slovenië (1) Slowakije (1) Spanje (1) |

## Medaille verdeling
Bij de mannen behaalde de Fransman Brian Joubert zijn tweede Europese titel, in 2004 behaalde hij zijn eerste titel. Het was zijn zesde medaille, in 2003, 2005 werd hij tweede en in 2002, 2006 derde. De Tsjech Tomáš Verner op plaats twee, behaalde zijn eerste medaille bij de EK Kunstschaatsen. Kevin Van der Perren op plaats drie, behaalde zijn eerste medaille bij de EK Kunstschaatsen. Het was de tweede medaille voor België in het mannentoernooi, Fernand Leemans werd in 1947 ook derde.
Bij de vrouwen werd de Italiaanse Carolina Kostner de 29e Europees kampioene en de eerste vrouw uit Italië. Het was de vierde Italiaanse titel bij een EK toernooi behaald. In het mannentoernooi won Carlo Fassi in 1953 en 1954 de titel en in 2001 werd de derde titel door Barbara Fusar-Poli / Maurizio Margaglio behaald bij het ijsdansen. Het was Kostner haar tweede medaille, in 2006 werd ze derde. De beide vrouwen op de plaatsen twee en drie, respectievelijk de Zwitserse Sarah Meier en de Finse Kiira Korpi, behaalden hun eerste medaille bij het EK Kunstschaatsen.
Bij de paren werd het Duitse paar Aliona Savchenko / Robin Szolkowy het 30e paar die de Europese titel behaalden en het zesde Duitse paar (inclusief het Oost-Duitse paar Baess / Steuer). Het was de 17e Duitse titel. Het was hun tweede medaille, in 2006 werden ze tweede. Het Russische paar Maria Petrova / Aleksej Tichonov, op plaats twee behaalden hun achtste medaille, in 1999 en 2000 werden ze Europees kampioen, in 2004 ook tweede en in 2002, 2003, 2005, 2006 derde. Het Poolse paar Dorota Zagórska / Mariusz Siudek op plaats drie behaalden hun vierde medaille, in 1999, 2000 werden ze tweede en in 2004 ook derde.
Bij het ijsdansen werd het Franse paar Isabelle Delobel / Olivier Schoenfelder het 24e paar die de Europese titel veroverden en het derde paar uit Frankrijk na Christiane Guhel / Jean Paul Guhel (1962) en Marina Anissina / Gwendal Peizerat (2000, 2002). Het Russische paar Oksana Domnina / Maxim Shabalin op plaats twee stond voor de eerste keer op het erepodium bij het EK. Het Bulgaarse paar Albena Denkova / Maxim Staviski op plaats drie behaalden hun derde medaille, in 2003 en 2004 werden ze tweede.
| Discipline | Goud                                    | Zilver                           | Brons                            |
| ---------- | --------------------------------------- | -------------------------------- | -------------------------------- |
| Mannen     | Brian Joubert                           | Tomáš Verner                     | Kevin Van der Perren             |
| Vrouwen    | Carolina Kostner                        | Sarah Meier                      | Kiira Korpi                      |
| Paren      | Aliona Savchenko / Robin Szolkowy       | Maria Petrova / Aleksej Tichonov | Dorota Zagórska / Mariusz Siudek |
| IJsdansen  | Isabelle Delobel / Olivier Schoenfelder | Oksana Domnina / Maksim Sjabalin | Albena Denkova / Maksim Staviski |

## Uitslagen
| #                   | naam (deelname)          | land                         | punten | korte kür | lange kür |
| ------------------- | ------------------------ | ---------------------------- | ------ | --------- | --------- |
| Goud                | Brian Joubert (6)        | Vlag van Frankrijk           | 227.12 | 2         | 1         |
| Zilver              | Tomáš Verner (5)         | Vlag van Tsjechië            | 212.69 | 1         | 3         |
| Brons               | Kevin Van der Perren (8) | Vlag van België              | 204.85 | 4         | 2         |
| 4                   | Sergej Davydov (7)       | Vlag van Wit-Rusland         | 204.78 | 3         | 4         |
| 5                   | Andrei Lutai             | Vlag van Rusland             | 200.54 | 5         | 6         |
| 6                   | Alban Préaubert (2)      | Vlag van Frankrijk           | 199.95 | 6         | 5         |
| 7                   | Karel Zelenka (4)        | Vlag van Italië              | 191.73 | 8         | 7         |
| 8                   | Jamal Othman (3)         | Vlag van Zwitserland         | 182.14 | 11        | 10        |
| 9                   | Gregor Urbas (7)         | Vlag van Slovenië            | 181.07 | 12        | 9         |
| 10                  | Kristoffer Berntsson (8) | Vlag van Zweden              | 177.54 | 7         | 11        |
| 11                  | Stefan Lindemann (8)     | Vlag van Duitsland           | 176.17 | 17        | 18        |
| 12                  | Yannick Ponsero          | Vlag van Frankrijk           | 172.27 | 10        | 13        |
| 13                  | Anton Kovalevski (2)     | Vlag van Oekraïne            | 172.01 | 9         | 15        |
| 14                  | Moris Pfeifhofer         | Vlag van Zwitserland         | 163.08 | 14        | 16        |
| 15                  | Philipp Tischendorf      | Vlag van Duitsland           | 162.94 | 16        | 14        |
| 16                  | Andrei Griazev (4)       | Vlag van Rusland             | 162.23 | 13        | 17        |
| 17                  | Igor Matsipura (2)       | Vlag van Slowakije           | 159.61 | 20        | 12        |
| 18                  | Sergej Dobrin (2)        | Vlag van Rusland             | 153.70 | 15        | 19        |
| 19                  | Pavel Kaška              | Vlag van Tsjechië            | 145.89 | 21        | 18        |
| 20                  | Przemysław Domański (3)  | Vlag van Polen               | 138.67 | 24        | 20        |
| 21                  | John Hamer (3)           | Vlag van Verenigd Koninkrijk | 136.47 | 18        | 21        |
| 22                  | Boris Martinec (2)       | Vlag van Kroatië             | 134.00 | 19        | 22        |
| 23                  | Ari-Pekka Nurmenkari (5) | Vlag van Finland             | 128.08 | 22        | 23        |
| 24                  | Sergei Kotov (3)         | Vlag van Israël              | 124.90 | 22        | 24        |
| Alleen kwalificatie |                          |                              |        |           |           |
| 25                  | Alper Ucar (3)           | Vlag van Turkije             | 42.16  | 25        |           |
| 26                  | Michael Chrolenko (2)    | Vlag van Noorwegen           | 42.13  | 26        |           |
| 27                  | Manuel Koll              | Vlag van Oostenrijk          | 42.00  | 27        |           |
| 28                  | Javier Fernández         | Vlag van Spanje              | 41.73  | 28        |           |
| 29                  | Adrian Matei (3)         | Vlag van Roemenië            | 41.38  | 29        |           |
| 30                  | Naiden Borichev          | Vlag van Bulgarije           | 40.48  | 30        |           |
| 31                  | Ivan Blagov              | Vlag van Azerbeidzjan        | 39.46  | 31        |           |
| 32                  | Zoltán Kelemen           | Vlag van Roemenië            | 32.70  | 32        |           |

| #                   | naam (deelname)          | land                         | punten | korte kür | lange kür |
| ------------------- | ------------------------ | ---------------------------- | ------ | --------- | --------- |
| Goud                | Carolina Kostner (5)     | Vlag van Italië              | 174.79 | 2         | 1         |
| Zilver              | Sarah Meier (7)          | Vlag van Zwitserland         | 171.28 | 1         | 2         |
| Brons               | Kiira Korpi (3)          | Vlag van Finland             | 151.19 | 5         | 4         |
| 4                   | Susanna Pöykiö (6)       | Vlag van Finland             | 146.02 | 7         | 5         |
| 5                   | Valentina Marchei (4)    | Vlag van Italië              | 144.28 | 12        | 3         |
| 6                   | Alisa Drei (9)           | Vlag van Finland             | 141.90 | 9         | 6         |
| 7                   | Jelena Sokolova (5)      | Vlag van Rusland             | 139.71 | 8         | 7         |
| 8                   | Elene Gedevanisjvili (2) | Vlag van Georgië             | 137.32 | 3         | 9         |
| 9                   | Júlia Sebestyén (11)     | Vlag van Hongarije           | 136.05 | 4         | 10        |
| 10                  | Tugba Karademir (6)      | Vlag van Turkije             | 131.00 | 13        | 8         |
| 11                  | Alexandra Ievleva        | Vlag van Rusland             | 126.99 | 6         | 14        |
| 12                  | Elena Glebova (3)        | Vlag van Estland             | 126.80 | 10        | 12        |
| 13                  | Tamar Katz               | Vlag van Israël              | 126.09 | 11        | 13        |
| 14                  | Lina Johansson (3)       | Vlag van Zweden              | 120.64 | 15        | 15        |
| 15                  | Jenna McCorkell (4)      | Vlag van Verenigd Koninkrijk | 120.47 | 20        | 11        |
| 16                  | Idora Hegel (8)          | Vlag van Kroatië             | 119.96 | 14        | 16        |
| 17                  | Anne Sophie Calvez (2)   | Vlag van Frankrijk           | 116.96 | 16        | 17        |
| 18                  | Viktória Pavuk (3)       | Vlag van Hongarije           | 110.98 | 21        | 18        |
| 19                  | Kristin Wieczorek        | Vlag van Duitsland           | 110.20 | 23        | 19        |
| 20                  | Christiane Berger        | Vlag van Duitsland           | 109.17 | 17        | 22        |
| 21                  | Roxana Luca (8)          | Vlag van Roemenië            | 108.34 | 22        | 21        |
| 22                  | Anna Jurkiewicz          | Vlag van Polen               | 107.31 | 24        | 20        |
| 23                  | Radka Bartova            | Vlag van Slowakije           | 105.12 | 19        | 23        |
| 24                  | Irina Movchan            | Vlag van Oekraïne            | 102.94 | 18        | 24        |
| Alleen kwalificatie |                          |                              |        |           |           |
| 25                  | Kathrin Freudelsperger   | Vlag van Oostenrijk          | 36.84  | 25        |           |
| 26                  | Karen Venhuizen (7)      | Vlag van Nederland           | 35.72  | 26        |           |
| 27                  | Sonja Radeva (4)         | Vlag van Bulgarije           | 34.61  | 27        |           |
| 28                  | Ksenia Doronina          | Vlag van Rusland             | 34.31  | 28        |           |
| 29                  | Julia Sheremet           | Vlag van Wit-Rusland         | 33.98  | 29        |           |
| 30                  | Merovee Ephrem           | Vlag van Monaco              | 31.34  | 30        |           |
| 31                  | Maria-Elena Papasotiriou | Vlag van Griekenland         | 31.26  | 31        |           |
| 32                  | Isabelle Pieman (2)      | Vlag van België              | 30.19  | 32        |           |
| 33                  | Ivana Hudziecová (2)     | Vlag van Tsjechië            | 28.46  | 33        |           |
| 34                  | Melissandre Fuentes (2)  | Vlag van Andorra             | 28.44  | 34        |           |
| 35                  | Ksenia Jastsenjski (3)   | Vlag van Servië              | 27.88  | 35        |           |
| 36                  | Julia Teplih             | Vlag van Letland             | 24.70  | 36        |           |
| 37                  | Rūta Gajauskaitė (2)     | Vlag van Litouwen            | 24.34  | 37        |           |
| 38                  | Kristina Shlobina        | Vlag van Azerbeidzjan        | 23.97  | 38        |           |

| #      | naam (deelname)                              | land                         | punten | korte kür | lange kür |
| ------ | -------------------------------------------- | ---------------------------- | ------ | --------- | --------- |
| Goud   | Aliona Savchenko (5) Robin Szolkowy (3)      | Vlag van Duitsland           | 199.39 | 1         | 1         |
| Zilver | Maria Petrova (11) Aleksej Tichonov (9)      | Vlag van Rusland             | 179.61 | 2         | 2         |
| Brons  | Dorota Zagórska (13) Mariusz Siudek (15)     | Vlag van Polen               | 170.91 | 3         | 3         |
| 4      | Joelija Obertas (8) Sergej Slavnov (4)       | Vlag van Rusland             | 156.96 | 4         | 5         |
| 5      | Tatjana Volosozjar (4) Stanislav Morozov (6) | Vlag van Oekraïne            | 155.35 | 5         | 4         |
| 6      | Elena Efaieva Alexei Menshikov               | Vlag van Rusland             | 141.05 | 7         | 6         |
| 7      | Mari Vartmann Florian Just                   | Vlag van Duitsland           | 132.76 | 6         | 9         |
| 8      | Marylin Pla (4) Yannick Bonheur (4)          | Vlag van Frankrijk           | 130.67 | 12        | 7         |
| 9      | Laura Magitteri Ondřej Hotárek               | Vlag van Italië              | 130.15 | 9         | 8         |
| 10     | Dominika Piatkowska Dmitri Khromin           | Vlag van Polen               | 122.98 | 8         | 11        |
| 11     | Stacey Kemp (2) David King (2)               | Vlag van Verenigd Koninkrijk | 121.06 | 13        | 10        |
| 12     | Rebecca Handke (4) Daniel Wende ()           | Vlag van Duitsland           | 119.25 | 10        | 13        |
| 13     | Adeline Canac Maximin Coia                   | Vlag van Frankrijk           | 118.90 | 11        | 12        |
| 14     | Diana Rennik (6) Aleksei Saks (6)            | Vlag van Estland             | 115.54 | 14        | 14        |
| -      | Ekaterina Sosinova Fedor Sokolov             | Vlag van Azerbeidzjan        |        | t.z.t. *  |           |

| #                   | naam (deelname)                                  | land                         | punten | verpl. kür | org. kür | vrije kür |
| ------------------- | ------------------------------------------------ | ---------------------------- | ------ | ---------- | -------- | --------- |
| Goud                | Isabelle Delobel (9) Olivier Schoenfelder (9)    | Vlag van Frankrijk           | 199.47 | 1          | 1        | 2         |
| Zilver              | Oksana Domnina (5) Maksim Sjabalin (5)           | Vlag van Rusland             | 199.16 | 2          | 2        | 1         |
| Brons               | Albena Denkova (13) Maksim Staviski (9)          | Vlag van Bulgarije           | 193.73 | 3          | 3        | 3         |
| 4                   | Jana Chochlova (2) Sergej Novitski (2)           | Vlag van Rusland             | 175.76 | 5          | 4        | 4         |
| 5                   | Sinead Kerr (4) John Kerr (4)                    | Vlag van Verenigd Koninkrijk | 171.90 | 6          | 6        | 5         |
| 6                   | Federica Faiella (7) Massimo Scali (6)           | Vlag van Italië              | 170.26 | 4          | 5        | 6         |
| 7                   | Kristin Fraser (6) Igor Loekanin (7)             | Vlag van Azerbeidzjan        | 157.63 | 8          | 9        | 7         |
| 8                   | Anna Cappellini Luca Lanotte                     | Vlag van Italië              | 155.28 | 9          | 8        | 11        |
| 9                   | Pernelle Carron Mathieu Jost (4)                 | Vlag van Frankrijk           | 152.47 | 14         | 10       | 8         |
| 10                  | Anna Zadorozhniuk Sergei Verbillo                | Vlag van Oekraïne            | 149.62 | 10         | 12       | 9         |
| 11                  | Alexandra Zaretski (2) Roman Zaretski (2)        | Vlag van Israël              | 148.05 | 12         | 11       | 12        |
| 12                  | Ekaterina Rubleva Ivan Shefer                    | Vlag van Rusland             | 147.81 | 11         | 13       | 10        |
| 13                  | Alla Beknazarova Vladimir Zuev                   | Vlag van Oekraïne            | 138.25 | 13         | 14       | 15        |
| 14                  | Anastasia Grebenkina (4) Vazgen Azrojan (7)      | Vlag van Armenië             | 136.32 | 15         | 17       | 14        |
| 15                  | Grethe Gruenberg Kristian Rand                   | Vlag van Estland             | 134.53 | 20         | 15       | 13        |
| 16                  | Nelli Zhiganshina Alexander Gazsi                | Vlag van Duitsland           | 133.20 | 16         | 16       | 16        |
| 17                  | Kamila Hájková (2) David Vincour (2)             | Vlag van Tsjechië            | 127.15 | 19         | 19       | 17        |
| 18                  | Katherine Copely Deividas Stagniūnas             | Vlag van Litouwen            | 124.53 | 21         | 20       | 18        |
| 19                  | Barbora Silná Dmitri Matsjuk (2)                 | Vlag van Oostenrijk          | 123.56 | 17         | 18       | 23        |
| 20                  | Zsuzsanna Nagy (2) György Elek (2)               | Vlag van Hongarije           | 120.23 | 23         | 21       | 20        |
| 21                  | Joanna Budner Jan Moscicki                       | Vlag van Polen               | 119.20 | 22         | 22       | 21        |
| 22                  | Nora von Bergen David Defazio                    | Vlag van Zwitserland         | 118.81 | 24         | 23       | 19        |
| 23                  | Phillipa Towler-Green (2) Phillip Poole (2)      | Vlag van Verenigd Koninkrijk | 116.06 | 18         | 24       | 22        |
| -                   | Nóra Hoffmann (5) Attila Elek (5)                | Vlag van Hongarije           | 81.47  | 7          | 7        | t.z.t. *  |
| Alleen kwalificatie |                                                  |                              |        |            |          |           |
| 25                  | Nicolette Amie House Aidas Reklys (8)            | Vlag van Litouwen            | 49.63  | 25         | 25       |           |
| 26                  | Christa-Elizabeth Goulakos Eric Neumann-Aubichon | Vlag van Griekenland         | 44.73  | 26         | 26       |           |
| 27                  | Evgenia Melnik (2) Oleg Krupen (2)               | Vlag van Wit-Rusland         | 39.54  | 27         | 27       |           |

Medaillewinnaars

Mannen · 
Vrouwen ·
Paren · 
IJsdansen

Toernooi

1891 · 
1892 · 
1893 · 
1894 · 
1895 · 
1896-1897 · 
1898 · 
1899 · 
1900 · 
1901 · 
1902-1903 · 
1904 · 
1905 · 
1906 · 
1907 · 
1908 · 
1909 · 
1910 · 
1911 · 
1912 · 
1913 · 
1914 · 
1915-1921 · 
1922 · 
1923 · 
1924 · 
1925 · 
1926 · 
1927 · 
1928 · 
1929 · 
1930 · 
1931 · 
1932 · 
1933 · 
1934 · 
1935 · 
1936 · 
1937 · 
1938 · 
1939 ·
1940-1946 · 
1947 · 
1948 · 
1949 · 
1950 · 
1951 · 
1952 · 
1953 · 
1954 · 
1955 · 
1956 · 
1957 · 
1958 · 
1959 · 
1960 · 
1961 · 
1962 · 
1963 · 
1964 · 
1965 · 
1966 · 
1967 · 
1968 · 
1969 · 
1970 · 
1971 · 
1972 · 
1973 · 
1974 · 
1975 · 
1976 · 
1977 · 
1978 · 
1979 · 
1980 · 
1981 · 
1982 · 
1983 · 
1984 · 
1985 · 
1986 · 
1987 · 
1988 · 
1989 · 
1990 · 
1991 · 
1992 · 
1993 · 
1994 · 
1995 ·
1996 · 
1997 · 
1998 · 
1999 · 
2000 · 
2001 · 
2002 · 
2003 · 
2004 · 
2005 · 
2006 ·
2007 ·
2008 ·
2009 ·
2010 ·
2011 ·
2012 ·
2013 ·
2014 ·
2015 ·
2016 ·
2017 ·
2018 ·
2019 ·
2020 ·
2021 · 
2022 · 
2023 · 
2024 · 
2025

WK kunstschaatsen ·
WK kunstschaatsen junioren ·
Viercontinentenkampioenschap ·
Olympische Spelen